# 336 г. пр.н.е.
336 (триста тридесет и шеста) година преди новата ера (пр.н.е.) е година от доюлианския (Помпилийски) римски календар.

## Събития

### В Европа

#### В Македония и Гърция
- Парменион повежда войска от 10 000 македонци и наемници през Хелеспонта в Мала Азия като авангард на планираното нашествие в Персийската империя.[1]
- Съюзът между молосите и Македония е затвърден с брака между епирския цар Александър I и Клеопатра, която е дъщеря на Филип II Македонски.[2]
- Филип II присъства на фестивала Олимпия в Еге, където се стичат гости и пратеници от цяла Гърция, за да отдадат чест на македонския цар и се очаква бракът на епирския цар и дъщеря му да бъде официализиран. При влизането на царя, на неговия син Алексндър и на зет му Александър I в театъра, Филип е нападнат от един от своите телохранители на име Павзаний, който таи лична ненавист към владетеля, и е убит. В избухналия хаос нападателят също е убит.[3]
- След убийството на Филип, синът му Александър е веднага представен от Антипатър на армията, която го приветства като цар.[3]
- Докато новият цар ръководи и урежда ритуалите за погребението на стария цар, избухват въстания в Тракия, Илирия и Тесалия, а в Атина политическият тон от хвалебствен за Филип се обръща в хвалебствен за убийството му.[3]
- Александър се разправя с враговете си, включително с генерала Атал и семейството му, които са убити. Отмъстителната му майка Олимпия убива съпругата на Филип Клеопатра и малката ѝ дъщеря и въпреки че Александър изразява ужасеност от това деяние, той не предприема никакви мерки, за да го осуети предварително. Неговият братовчед Аминта IV Македонски също е убит.[4]
- През зимата Александър ръководи потушаването на бунтовете и въстания в Южна Гърция, което се оказва безкръвна кампания завършила с признаването му за наследник на Филип, хегемон на Коринтския съюз и върховен командващ на предстоящата война на отмъщение срещу Персийската империя.[4]

#### В Римската република
- Консули са Луций Папирий Крас и Кезон Дуилий.
- Избран е първият плебейски претор в лицето на Квинт Публилий Филон.[5]

### В Азия

#### В Персийската империя
- Дворцовият министър Багой убива персийския цар Арсес и го заменя с Дарий III, когото смята, че ще контролира лесно. Вместо това той е елиминиран като заплаха от новия цар.[6]

## Родени
- Деметрий I Полиоркет, цар на Древна Македония през 294 пр.н.е.-288 пр.н.е. (умрял 283 г. пр.н.е.)

## Починали
- Филип II Македонски, македонски цар и баща на Александър Велики (роден 382 г. пр.н.е.)
- Арсес, владетел (Велик цар) на Ахеменидска Персия от 338 до 336 пр.н.е.
- Багой, дворцов министър (везир) в Персийската империя
- Атал, македонски генерал (роден ок. 390 г. пр.н.е.)
- Павзаний, македонски войник и убиец на Филип II
- Клеопатра, последната съпруга на Филип II (роденa 353 г. пр.н.е.)
- Аминта IV Македонски, титулярен цар на Древна Македония от династията Аргеади